# 북부 에게해 제도

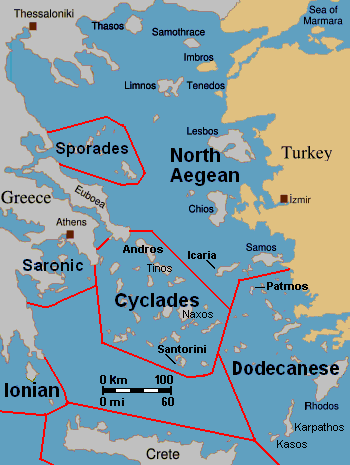
북에게 제도 (중앙)는 물리적인 섬 사슬을 이루지 않는다.

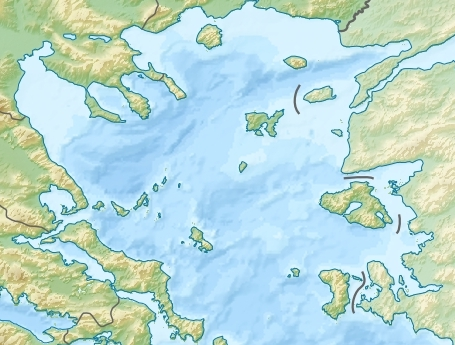
북에게해 지도

북부 에게해 제도는 북에게해에 흩어져 있는 여러 섬들로, 북동 에게 제도라고도 알려져 있으며, 대부분 그리스에 속하고 일부는 튀르키예에 속한다. 이 섬들은 물리적인 사슬이나 그룹을 이루지 않지만, 관광 또는 행정 목적으로 자주 함께 묶인다. 남쪽에는 도데카니사 제도가 있고, 서쪽에는 키클라데스 제도와 스포라데스 제도가 있다.
이 그룹 내에서 북동 에게해와 튀르키예 해안을 따라 있는 주요 섬들은 그리스령 사모스, 이카리아, 히오스섬, 레스보스섬, 림노스섬, 아기오스 에프스트라티오스, 프사라, 푸르노이 코르세온, 오이누세스이며, 튀르키예령 섬들은 괴크체아다섬, 테네도스, 래빗 또는 타브샨 제도이다. 최북단 트라키아 해의 주요 섬들은 그리스령 사모트라키섬과 타소스섬이다.
대부분은 북에게주 행정 구역에 속한다.

## 역사
중석기 시대부터 북에게해는 에게해 전체와 마찬가지로 장애물이 아니라 지역 주민들을 연결하는 다리가 되었다. 해운, 무역, 경제, 문화 및 사회적 교류는 주민들 간의 소통과 접촉을 기반으로 군도와 주변 지역에서 발전했다. 이는 특히 기원전 5000년경 섬들의 영구 정착 이후 더욱 그러했다.
북에게해의 섬들은 해운과 무역이 중요한 문화 발전에 크게 기여하는 위치에 있었다. 이 문화는 기원전 3000년경에 정점에 달했다. 림노스에 있는 폴리오크니스, 히오스에 있는 엠포리우, 사모스의 헤라이온 등과 같은 정착지들의 성장은 이 시기 이 중심지들의 중요성을 증명한다.
기원전 2000년경, 이오니아인들은 히오스에 자리 잡았고, 사모스와 레스보스는 아카이아인의 손에 있었다. 기원전 12세기 후반과 11세기 초반, 수많은 사람들이 그리스로 이동하던 시기에 아이올리아인들이 레스보스에 도착했다.
기원전 8세기부터 5세기까지 섬들은 경제, 무역, 예술 분야에서 큰 번영을 누렸다. 기원전 5세기 그리스-페르시아 전쟁에서 페르시아인들에게 정복되었다. 기원전 468년에 해방된 후 아테네와 동맹을 맺었다. 그러나 펠로폰네소스 전쟁 (기원전 429-404년) 동안 그들의 충성은 아테네와 스파르타 사이를 오갔다. 기원전 338년에는 마케도니아 왕국이 권력을 잡았고, 그 다음에는 프톨레마이오스 왕조가 뒤따랐다. 이 시기 이후, 섬들은 로마 제국의 통치 아래 들어와 그리스의 나머지 지역과 같은 운명을 겪었다. 초기 비잔틴 시대에는 북에게해가 평온했지만, 7세기부터 아랍의 침략으로 혼란에 빠졌다.
1204년 프랑크족에 의한 콘스탄티노폴리스 정복 이후, 섬들은 베네치아인, 제노바인 및 "프랑크" 제후들(프랑크인의 지배) 사이에 분할되었다. 이 통치하에 해운과 무역이 번성했다. 1453년 콘스탄티노폴리스의 함락과 오스만 제국의 건국은 섬들에게 파괴, 약탈, 박해의 시기를 가져왔다. 점령은 또한 기독교 인구의 감소로 이어졌다. 16세기 초, 섬들은 번영의 시기를 누리기 시작했다.
섬 주민들은 그리스 독립 전쟁에 적극적으로 참여했으며, 리쿠르고스 로고테티스, 콘스탄티노스 카나리스, 디미트리오스 파파니콜리스와 같은 투쟁의 지도자들의 등장은 튀르키예 당국의 보복을 불러왔다. 1822년 히오스 학살과 1824년 프사라 학살은 유럽 강대국의 관심을 불러일으켰고, 이는 그리스의 대의에 도움이 되었다.
그러나 아나톨리아 해안과 가까운 위치 때문에 튀르키예인들은 섬들에 대한 지배를 쉽게 놓지 않았다. 1912년 제1차 발칸 전쟁 동안 북에게해의 섬들이 마침내 그리스 국가에 편입되었다.

## 같이 보기
- 그리스 북에게 제도
- 튀르키예 에게해 제도